# آرثیفه
آرثیفه (به اسپانیایی: Arrecife) یک دهستان و شهر در اسپانیا است که در استان لاسپالماس واقع شده است. آرثیفه ۲۲٫۷۲ کیلومتر مربع مساحت و ۵۵٬۶۷۳ نفر جمعیت دارد و ۲۰ متر بالاتر از سطح دریا واقع شده است.

## خواهرخوانده
شهر رسیفی خواهرخواندهٔ آرثیفه هست.